# Westerländer Roland

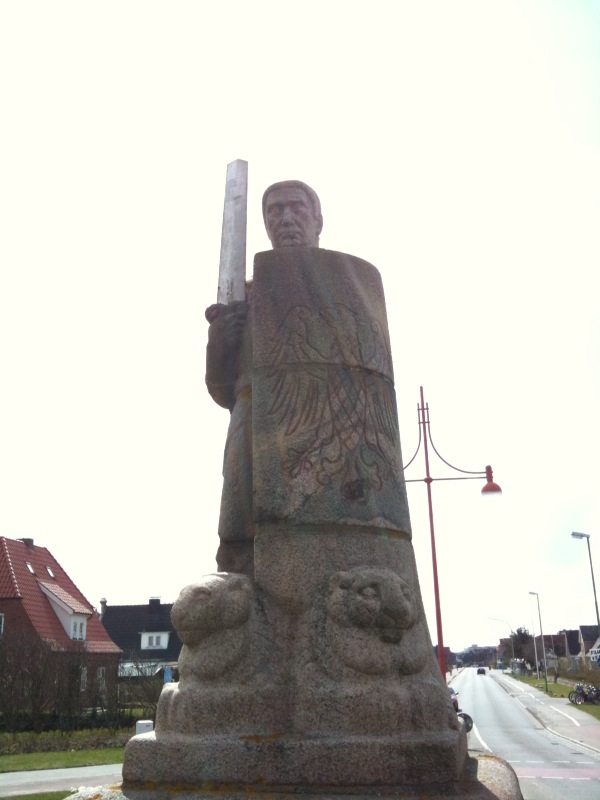
Der Westerländer Roland

Der Westerländer Roland ist eine Skulptur auf der Insel Sylt. Er wurde 1917 bis 1918 aus Findlingen erbaut und ursprünglich als Brunnenfigur gestaltet. Er ist daher nicht zu den historischen Rolandfiguren zu zählen. Die Statue war ein Geschenk der im Ersten Weltkrieg auf Sylt stationierten Soldaten an die Stadt Westerland.
Die Inschrift „Der Stadt Westerland gewidmet von der Besatzung der Insel Sylt im Weltkrieg. Zur Erinnerung an Deutschlands schwerste Zeit.“ ist auf dem vierseitigen Sockel der Statue angebracht.

## Geschichte
Der Roland entstand 1917 bis 1918 gegen Ende des Ersten Weltkrieges nach einer Idee des damaligen Inselkommandanten Oberst Jachmann und des Bildhauers und Steinmetzen Wilhelm Rex aus Hamburg-Altona. Die 5200 auf der Insel stationierten Soldaten wollten sich auf diese Weise bei der Stadt bedanken.
Wilhelm Rex, selbst als Soldat auf die Insel gekommen, meißelte aus Sylter Findlingen einen als Brunnenfigur konzipierten und mächtigen Roland.
Die Einweihung erfolgte am 27. August 1918 unter Jachmanns Nachfolger Oberst Leutnant Wolff vor dem damaligen Rathaus, dem von der Stadt gekauften Hotel Royal.
Dort stand er, bis er 1964 abgebaut und auf dem Westerländer Bauhof eingelagert wurde.
Nachdem ihm der Flensburger Künstler Uwe Appold ein neues Schwert anfertigte, beschloss der Westerländer Wirtschafts- und Verkehrsausschuss Ende 1993 die Wiedereingliederung des Rolands in das Westerländer Stadtbild. Die Aufstellung sorgte auf Sylt für Unruhe, da befürchtet wurde, dass die Statue ein Kriegerdenkmal sei. Dies lag darin begründet, dass die Figur des Roland gern in Anbindung an die Fränkische Rolandsage gesehen wird. Dort wird berichtet, wie Roland, einer der 12 Paladine Karls des Großen, auf dem Feldzug gegen die vordringenden Sarazenen 778 in den Pyrenäen den Rückzug der Franken mit seinem Leben sicherte.
Heute ist sein Standplatz im Rondell des Westerländer Kreisels in der Norderstraße.